# Arthur De Bruyne
Arthur De Bruyne (Kruibeke, 14 maart 1912 – Mortsel, 9 oktober 1992) was een Vlaams historicus.

## Loopbaan
Hij schreef geschiedkundige werken over de Guldensporenslag, de Boerenkrijg, de Ierse vrijheidsstrijd en het Vlaams-nationalisme. Voor de Tweede Wereldoorlog was De Bruyne actief in de Vlaamsnationalistische jeugdbeweging en werd hij hoofdredacteur van De Blauwvoet.
Na de oorlog leverde hij bijdragen voor het naoorlogse weekblad Rommelpot en het weekblad De Vlaamse Linie.
Hij schreef de biografieën Joris van Severen: Droom en daad (1961) en Lodewijk Dosfel: Kultuurflamingant, aktivist, nationalist (1967).
Bijdragen die hij leverde voor het satirisch weekblad 't Pallieterke werden achteraf gebundeld in onder meer Hendrik de Man - Cyriel Verschaeve (1969), Trouw (1973) en in De kwade jaren (in vijf delen, 1971-1976).
Na zijn loopbaan als leraar voor doven en spraakgestoorden in Antwerpen was hij medewerker van Kerk in Nood/Oostpriesterhulp.
Hij was ook de schrijver van o.a. Eamon de Valera en de Ierse republiek (1954) en van Sinn Féin (1969, Davidsfonds Leuven).
Onder velerlei schuilnamen schreef hij ook artikels voor de kranten De Standaard en de Gazet van Antwerpen.

## Privéleven
Arthur De Bruyne was de vader van zeven kinderen, waaronder kunstschilder Joost De Bruyne (1944-1976), componist en pianist Koen De Bruyne (1946-1977) en zanger en liedjesschrijver Kris De Bruyne (1950-2021). Een broer van hem was VU-politicus Hector De Bruyne.
- Bibliothèque nationale de France: cb12404855k (data)
- Digitale Bibliotheek voor de Nederlandse Letteren: bruy013
- Gemeinsame Normdatei: 1053039832
- International Standard Name Identifier: 0000 0000 3628 3656
- Library of Congress Control Number: n84219267
- Nederlandse Thesaurus van Auteursnamen: 068872100
- Système universitaire de documentation: 114434859
- Virtual International Authority File: 56695750
- WorldCat: E39PBJk4xV9FXPrqPKKfQkQcyd